# اگیدیوس یوشکا
اگیدیوس یوشکا (لیتوانیایی: Egidijus Juška؛ زادهٔ ۱۲ مارس ۱۹۷۵) بازیکن فوتبال اهل لیتوانی است.
از باشگاه‌هایی که در آن بازی کرده‌است می‌توان به باشگاه فوتبال مینسک، باشگاه فوتبال ایرتیش پاولودار، باشگاه فوتبال ژالگیریس، و باشگاه فوتبال تی‌وی‌ام‌کی اشاره کرد.
وی همچنین در تیم ملی فوتبال لیتوانی بازی کرده‌است.